# 원전링
원전링(중국어 정체자: 温貞菱, 병음: Wen Chen-ling, 한자음: 온정릉, 1992년 10월 23일 ~ )은 중화민국의 배우이다.